# Parafia św. Ity w Dutton Park
Parafia św. Ity w Dutton Park – parafia rzymskokatolicka, należąca do archidiecezji Brisbane.
Przy parafii funkcjonuje katolicka szkoła podstawowa św. Ity.